# 宿命論
宿命論（しゅくめいろん）あるいは運命論（うんめいろん、英: fatalism）とは、世の中の出来事はすべて、あらかじめそうなるように定められていて、人間の努力ではそれを変更できない、とする考え方。宿命論の考え方をする人を宿命論者と言う。

## 概説
宿命論とは、世の中の出来事はすべて、あらかじめそうなるように定められていて、人間の努力ではそれを変更できない、とする考え方のことである。人格化して芸術的に表現される時は「運命の女神」（運命の三女神、モイラ (ギリシア神話)）で表されることがある。非人格的に表されている例としてはホメロスの作品中のmoiraが挙げられる。
決定論と混同されやすいが、これらは別ものであって、人間の意思とは無関係にものごとが決められてゆく、と考える点で違いがある。
イスラム教には、まだ生まれていない人間も含めてあらゆる人の人生や、世界に起こるあらゆる出来事は天地創造とともにアッラーによって既に定められている、という変更不能な運命を表す「キスマト」という概念がある。千夜一夜物語にはキスマトに基づいた多くの説話が収録されており、東ヨーロッパの運命説話と相互に影響しあっている。
キリスト教ではカルヴァンによって予定説がとなえられたが、それに反論する派も多数ある。
また宿命論らしい極端な見解としては17世紀のキエティスム（静寂主義）が挙げられるくらいである。。
仏教には因果応報という考え方があるが、この因果応報も（宗派ごとの考え方によっては）宿命論になってしまうことがある。これでは信仰が無意味になってしまうため、業の存在を認めつつも、信仰によって宿命が軽減される、ゆえに熱心に信仰すべし、とする発想があり、日本仏教の二大勢力である浄土教と日蓮系の双方に「転重軽受」思想が見られる。
19世紀ヨーロッパでは、ジュゼッペ・フェラーリが宿命論的歴史観を抱き、それを Histoire de la raison d'Etat（『国家理性の歴史』）で説いた。その書などの影響で、ボードレールも宿命論的歴史観を抱き、それの影響が読み取れるような文学作品を書いた。